# Оукли (Айдахо)
Оукли (на английски: Oakley) е град в окръг Каша, щата Айдахо, САЩ. Оукли е с население от 668 жители (2000) и обща площ от 10,3 km². Намира се на 1393 m надморска височина. ЗИП кодът му е 83346, а телефонният му код е 208.